# Zicata de Morelos
Zicata de Morelos är en ort i Mexiko.   Den ligger i kommunen Juárez och delstaten Michoacán de Ocampo, i den södra delen av landet, 130 km väster om huvudstaden Mexico City. Zicata de Morelos ligger 1 636 meter över havet och antalet invånare är 404.
Terrängen runt Zicata de Morelos är bergig. Runt Zicata de Morelos är det ganska glesbefolkat, med 47 invånare per kvadratkilometer. Närmaste större samhälle är Heróica Zitácuaro, 12,3 km norr om Zicata de Morelos. I omgivningarna runt Zicata de Morelos växer huvudsakligen savannskog.